# João Lyra Filho
João de Lyra Tavares Filho ou João Lyra Filho (João Pessoa, 24 de abril de 1906 – Rio de Janeiro, 30 de novembro de 1988), como era conhecido, foi o fundador/precursor do direito desportivo brasileiro, jurista, escritor, professor universitário, reitor, dirigente esportivo e homem de estado.

## Biografia
Filho do Senador João de Lyra Tavares e de Rosa Amélia da Silva Tavares, nasceu na capital da Paraíba, atual João Pessoa, em 24 de abril de 1906. Bacharel em Direito pela Faculdade Nacional de Direito da Universidade do Brasil (hoje UFRJ), onde se formou em 1926. Tornou-se professor da Universidade do Estado da Guanabara, atual Universidade do Estado do Rio de Janeiro (UERJ), da qual também foi reitor, período em que construiu seu campus e que hoje leva o seu nome no pavilhão central.
Como seu pai, seguiu carreira na área das finanças públicas, tendo exercido o cargo de ministro do Tribunal de Contas do Distrito Federal, chegando à vice-presidência desta corte entre 1951 e 1952. Foi Presidente do Botafogo de Futebol e Regatas entre 1941 e 1942 e o grande nome do Estado Novo na área da gestão esportiva. Foi nomeado pelo então presidente Getúlio Vargas como segundo presidente do Conselho Nacional de Desportos (CND) e foi o principal responsável pela redação da legislação esportiva pioneira no Brasil, após a edição do Decreto-lei n° 3.199, de 1941. Autor de dezenas de livros, notabilizou-se como autor da obra mater do Direito Desportivo no Brasil: "Introdução ao Direito Desportivo".
João Lyra Filho é hoje reconhecido como Patrono do Direito Desportivo no Brasil. Faleceu no Rio de Janeiro, em 30 de novembro de 1988.